# María Gómez Carbonell
María Gómez Carbonell (ngày 29 tháng 6 năm 1903 – 24 tháng 5 năm 1988) là một nhà giáo dục và luật sư Cuba. Bà là nữ nghị sĩ đầu tiên của Hạ viện (1936-1940). bà cũng từng là Thượng nghị sĩ và Bộ trưởng không có danh mục đầu tư. Bà thành lập Cruzada Giáo dục Cubana vào năm 1962, cũng như Liên minh Nữ quyền Quốc gia.

## Tuổi thơ
Carbonell sinh ngày 29 tháng 6 năm 1903 tại Havana. Một đứa con duy nhất, cha mẹ bà là Jose Fernando Gomez Santoyo và Candelaria Carbonell Rivero. Ông ngoại của cô, Néstor Leonelo Carbonell Figueroa, cũng như ba người chú, Jose Manuel, Néstor và Miguel Angel có liên quan đến chính trị và xã hội của Cuba. bà là một trong những phụ nữ đầu tiên kiếm được bằng tiến sĩ. từ Đại học Havana.

## Sự nghiệp
Carbonell phục vụ tại Thượng viện Cuba trong hai nhiệm kỳ trong bốn năm (1940 đến 1944). bà là thành viên của Nội các Bộ trưởng và cũng làm Bộ trưởng không có danh mục đầu tư (Ministros Sin Cartera), vào năm 1958. Trong sự nghiệp của mình tại Quốc hội Cuba, bà đã có hơn 160 bài phát biểu. bà thành lập Liên minh Nữ quyền Quốc gia ở Cuba, cũng như Cruzada Giáo dục Cubana năm 1962. Được mô tả là "diễn giả được tìm kiếm trong cộng đồng lưu vong Cuba", bà bị đày đến Hoa Kỳ Các tiểu bang vào năm 1959. Khi còn lưu vong ở Miami, Florida, bà đã trở thành thành viên sáng lập của tổ chức dân sự (CEC) và cũng là tổ chức ô dù của orthios de Cuba en el Exilio (Thành phố Cuba lưu vong). Trong ấn phẩm có tên El Habanero, một người Cuba lưu vong định kỳ, bà là Giám đốc của tỉnh Havana.
Khi lưu vong ở Miami, dưới sự bảo trợ của Cruzada Giáo dục Cubana, bà đã tổ chức Ngày Văn hóa Cuba vào ngày 25 tháng 11 hàng năm khi Giải thưởng Juan J. Remos được trao cho người Cuba vì những đóng góp của họ trong lĩnh vực văn hóa và giáo dục. Ngày nhà giáo Cuba cũng được tổ chức tại Miami vào ngày 11 tháng 7 hàng năm khi giải thưởng Jose de la Luz y Caballero (một giáo viên và nhà triết học Cuba nổi tiếng thế kỷ XIX) được trao tặng. Bà cũng viết kịch bản và trình bày một chương trình phát thanh tiếng Tây Ban Nha có tiêu đề "La Escuelita Cubana" nhấn mạnh các vấn đề liên quan đến lịch sử Cuba.

## Qua đời và di sản
Carbonell qua đời vào ngày 24 tháng 5 năm 1988 tại Miami, Florida. bà được trích dẫn là "biểu tượng cộng đồng ở cả Cuba và Hoa Kỳ".